# Fresno Flames
I Fresno Flames sono stati una franchigia di pallacanestro della World Basketball League, con sede a Fresno, in California, attivi nel 1988.
Disputarono una sola stagione nella WBL, non raggiungendo i play-off. Scomparvero alla fine del campionato.

## Stagioni
| Stagione | Lega | Denominazione | V  | P  | %    | Piazzamento | Play-off |
| -------- | ---- | ------------- | -- | -- | ---- | ----------- | -------- |
| 1988     | WBL  | Fresno Flames | 25 | 29 | 46,3 | 5º          | -        |